# 塞尔日·博多
塞尔日·博多（法語：Serge Baudo，1927年7月16日—），法国指挥家。

## 生平
博多于1927年出生于法国马赛，父亲是双簧管演奏家艾蒂安·博多（Étienne Baudo，1903-2001），他父亲在1961年至1973年担任过巴黎国立音乐学院的教授。他还是大提琴家保罗·托特里耶的侄子。
博多在1959年至1962年间担任尼斯广播电台乐团（Orchestra of Radio Nice）的指挥。随后在1962年至1965年间担任巴黎歌剧院的常任指挥。鲍多还为雅克-伊夫·库斯托的两部电影创作音乐：1964年，他为《World Without Sun》创作配乐并指挥；1976年，他为《世界边缘的旅行》（库斯托的一部电影，讲述了在南极洲四个月的探险活动）指挥了一些莫里斯·拉威尔的音乐作品。1966年6月，他在日内瓦首演达律斯·米约的歌剧《La mère coupable》；1969年1月，他在马赛首演丹尼尔·勒苏尔的《Andrea del Sarto》。1971年，博多成为罗纳-阿尔卑斯爱乐乐团（后来的里昂国家管弦乐团）的音乐总监，并担任该职位直至1987年，此期间他于1979年创立了柏辽兹音乐节。